# Heike Warnicke
Heike Warnicke-Schalling (Weimar, 1 juni 1966) is een voormalig langebaanschaatsster uit (Oost-)Duitsland. Ze nam tweemaal deel aan de Olympische Winterspelen, in 1992 won ze de zilveren medaille op zowel de 3000 als de 5000 meter, op beide afstanden achter haar landgenote Gunda Niemann. Verder werd Warnicke ook nog 8e op de 1500 meter in Albertville. In 1994 waren de prestaties beduidend minder dan twee jaar eerder. Ze werd 26e op de 1500 meter in Lillehammer en behaalde een 15e en 14e plaats op respectievelijk de 3000 en 5000 meter.
Ook nam Warnicke elf keer deel aan het Europees kampioenschap allround, waarbij ze twee zilveren medailles behaalde en ook tweemaal brons bemachtigde. Tijdens de Wereldkampioenschappen allround mocht Warnicke één keer de zilveren plak en één keer brons mee naar huis nemen. Verder bemachtigde ze tijdens haar carrière acht nationale titels en werd ze vijftien keer tweede.

## Persoonlijke records
| Afstand    | Tijd    | Datum            | Baan       |
| ---------- | ------- | ---------------- | ---------- |
| 500 meter  | 42,41   | 22 januari 1993  | Heerenveen |
| 1000 meter | 1.24,57 | 13 maart 1991    | München    |
| 1500 meter | 2.03,40 | 13 december 1997 | Hamar      |
| 3000 meter | 4.12,92 | 13 december 1997 | Hamar      |
| 5000 meter | 7.17,05 | 22 januari 1993  | Heerenveen |

## Resultaten
| Jaar | EK allround          | WK allround         | WK afstanden                  | Olympische Spelen           | Wereldbeker        | WK junioren       |
| ---- | -------------------- | ------------------- | ----------------------------- | --------------------------- | ------------------ | ----------------- |
| 1984 | 14e (23, 12, 16, 12) |                     |                               |                             |                    | 7e · (19, , 15, ) |
| 1985 | DQ1 (dq, 9, 16, -)   | 6e · (21, , 6, 6)   |                               |                             |                    |                   |
| 1986 | 14e (25, 11, 18, 6)  |                     | 24e 1500m 12e 3k/5k           |                             |                    |                   |
| 1987 | 5e · (24, , 9, )     | 8e (27, 5, 12, 5)   |                               |                             |                    |                   |
| 1988 |                      |                     |                               |                             |                    |                   |
| 1989 | 6e · (17, , 9, )     | 8e · (20, , 16, 5)  |                               | 33e 500m · 6e 1500m · 3k/5k |                    |                   |
| 1990 | · (21, 4, 4, )       | 5e · (21, , 10, )   | 7e 1500m · 3k/5k              |                             |                    |                   |
| 1991 | · (11, , )           | · (17, , )          | 4e 1500m · 3k/5k              |                             |                    |                   |
| 1992 | · (17, 6, , )        | 5e (19, 4, 14, 6)   | 8e 1500m · 3000m · 5000m      | 7e 1500m · 3k/5k            |                    |                   |
| 1993 | · (10, , )           | · (16, , )          |                               | 1500m · 3k/5k               |                    |                   |
| 1994 | 9e (18, 10, 6, 4)    | 11e (20, 10, 13, 7) | 26e 1500m 15e 3000m 14e 5000m | 35e 1500m 9e 3k/5k          |                    |                   |
| 1995 |                      | 5e · (17, 4, 8, )   |                               | 14e 1500m 4e 3k/5k          |                    |                   |
| 1996 | 9e (16, 7, 7, 5)     | 10e (23, 22, 4, 6)  | 7e 5000m                      | 31e 1500m 8e 3k/5k          |                    |                   |
| 1997 |                      |                     | 4e 5000m                      | 32e 1500m 10e 3k/5k         |                    |                   |
| 1998 |                      |                     |                               |                             | 29e 1500m 6e 3k/5k |                   |

- = geen deelname
DQ# = diskwalificatie voor de #e afstand
(#, #, #, #) = afstandspositie op allroundtoernooi (500m, 3000m, 1500m, 5000m) of op juniorentoernooi (500m, 1500m, 1000m, 3000m).